# GateHouse Media
GateHouse Media Inc. foi uma editora americana de mídia digital e impressa baseada localmente, de propriedade do New Media Investment Group. Antes de sua fusão com a Gannett Company em 2019, a GateHouse Media publicava 144 jornais diários, 684 publicações comunitárias e mais de 569 sites do mercado local em 38 estados. A nova entidade combinada manteve o nome Gannett.

## História

### Liberty Group Publishing
A Liberty Group Publishing foi formada em 1998 quando Kenneth L. Serota, um ex-advogado da Hollinger International com apoio da Leonard Green & Partners comprou 160 jornais comunitários da Hollinger. Sediada em Downers Grove, Illinois, a Liberty expandiu a rede, aumentando o total de jornais para 330 em 2000. Diante de problemas, reduziu para 270 em junho de 2005.[carece de fontes?]

### GateHouse Media
Em junho de 2005, o Fortress Investment Group comprou a Liberty por 527 milhões de dólares. A Fortress a expandiu para 75 diários, 231 semanais, 117 compradores e 230 sites. Foi rebatizada de GateHouse e sua sede mudou-se para o subúrbio de Rochester, Nova Iorque, em abril de 2006.[carece de fontes?] Em outubro de 2006, a GateHouse teve sua OPI com a Fortress mantendo 60% de propriedade. Em 23 de outubro de 2007, a GateHouse anunciou a compra de quatorze jornais diários e outras publicações da Morris Communications.
A empresa recebeu uma notificação da Bolsa de Valores de Nova Iorque (NYSE) em 21 de agosto de 2008, dizendo que havia caído abaixo dos padrões de listagem contínua da NYSE para capitalização média de mercado global durante um período consecutivo de trinta dias de negociação de, no mínimo, 75 milhões de dólares e preço de fechamento médio de um dólar, e havia submetido um plano de negócios ao Regulamento da NYSE para voltar à conformidade para listagem contínua. A empresa entrou em contato com a NYSE em relação ao descumprimento dos padrões contínuos de listagem, mas não teve sucesso em seus esforços para evitar a suspensão e a exclusão de listas.